# Nervilia sciaphila
Nervilia sciaphila är en orkidéart som beskrevs av Rudolf Schlechter. Nervilia sciaphila ingår i släktet Nervilia och familjen orkidéer.
Artens utbredningsområde är Sulawesi. Inga underarter finns listade i Catalogue of Life.